# Aïché Nana
Aïché Nana, pseudonimo di Kiash Nanah (Beirut, 2 febbraio 1936 – Roma, 29 gennaio 2014), è stata una ballerina e attrice turca, di origine armena e libanese di nascita.
È stata un personaggio di spicco negli anni cinquanta del XX secolo in Italia, a causa di un celebre strip-tease che venne anche citato nel film di Federico Fellini La dolce vita.

## Biografia
Di nazionalità turca (ma nata a Beirut), debuttò a soli quattordici anni danzando nella Sherazade di Rimskij-Korsakov. Si trasferì dapprima in Francia e poi in Italia, diventando danzatrice del ventre; nel 1956 partecipò inoltre a due film. 
Morì all'Aurelia Hospital di Roma, all'età di 77 anni, a causa di alcune complicazioni di una patologia di cui soffriva da tempo.

## Vita privata
È stata sposata con il regista, produttore e sceneggiatore Sergio Pastore.

## Lo spogliarello al Rugantino
Il 5 novembre 1958 in un ristorante di Trastevere, il Rugantino, affittato dal miliardario americano Peter Howard Vanderbilt come regalo di compleanno per festeggiare i venticinque anni di Olghina di Robilant, durante la festa, alla quale erano stati invitati personaggi dello spettacolo e della nobiltà romana, la Nana improvvisò uno spogliarello che venne immortalato dai fotografi presenti, ma quasi tutti i rullini vennero sequestrati dalla polizia, già presente sul posto su invito della stessa di Robilant, tranne quello del fotografo Tazio Secchiaroli, che l'allora attore Matteo Spinola, poi diventato un famoso press agent, riuscì a nascondere e a far uscire di nascosto dal locale. Accompagnata dalle musiche della Seconda Roman New Orleans Jazz Band la Nana rimase con indosso il solo slip nero. 
Per lo scandalo scoppiato viene chiesta la messa al bando e l'espulsione dall'Italia della ballerina, che decide di convertirsi per placare l'opinione pubblica. Al termine del processo viene comunque condannata a due mesi con la condizionale per atti osceni, sebbene il locale non fosse aperto al pubblico quella sera ma affittato per una festa privata, insieme al giornalista Sergio Pastore, ai musicisti Sergio Battistelli, Marcello Riccio e Peppino D'Intino (della Seconda Roman New Orleans Jazz Band, presenti al Rugantino) e Carlo Durazzo, Pier Francesco Borghese e Andrea Hercolani. La richiesta dell'accusa era stata di quattro mesi. Il padrone del Rugantino, Mario Crisciotti, fu condannato a pagare una multa di tremila lire.
Il fatto venne ricordato due anni dopo da Federico Fellini nel suo celebre film La dolce vita. In seguito la ballerina rimase "prigioniera" di quell'accaduto e, nonostante il tentativo di proseguire la carriera di attrice (partecipò ad altri 13 film dal 1965 al 1985), non riuscì mai più a staccarsi da quel cliché "nato" dalle fotografie e cronache di un tempo. L'episodio è considerato da molti l'inizio della stagione della "Dolce vita", così come è ricordato anche in una targa commemorativa situata a Roma nel luogo dove un tempo si trovava il Rugantino su iniziativa del giornalista Andrea David Quinzi, che fece realizzare un servizio fotografico dal settimanale TV Sorrisi e Canzoni e raccontò la storia del celebre spogliarello all'ufficio stampa della McDonald, che all'epoca gestiva il locale, ora divenuto sede di un'agenzia di banca. Nel 2008 denunciò il regista Pier Francesco Pingitore e Massimo Donelli per diffamazione, poiché nella fiction Vita da paparazzo la ricostruzione del celebre spogliarello venne da lei giudicata non conforme al vero: il regista fu assolto a dicembre 2013.

## Filmografia
- La castellana del Libano (La châtelaine du Liban), regia di Richard Pottier (1956)
- A Touch of the Sun, regia di Gordon Parry (1956)
- Lo sceriffo che non spara, regia di Renato Polselli (1965)
- A... come assassino, regia di Angelo Dorigo (1966)
- Giurò... e li uccise ad uno ad uno... Piluk il timido, regia di Guido Celano (1968)
- Due occhi per uccidere, regia di Renato Borraccetti (1968)
- Thompson 1880, regia di Guido Zurli (1968)
- Crisantemi per un branco di carogne, regia di Sergio Pastore (1968)
- Edipeon, regia di Lorenzo Artale (1970)
- I nuovi mostri epis. First Aid - Pronto soccorso, regia di Mario Monicelli (1977)
- Enfantasme, regia di Sergio Gobbi (1978)
- Porco mondo, regia di Sergio Bergonzelli (1978)
- Immagini di un convento, regia di Joe D'Amato (1979)
- Storia di Piera, regia di Marco Ferreri (1983)
- King David, regia di Bruce Beresford (1985)
- Strepitosamente... flop, regia di Pierfrancesco Campanella (1993)

## Doppiatrici
- Sandra Mondaini in A... come assassino